# Голд-Бар (Вашингтон)
Голд-Бар (англ. Gold Bar) — місто (англ. city) в США, в окрузі Сногоміш штату Вашингтон. Населення — 2403 особи (2020).

## Географія
Голд-Бар розташований за координатами 47°51′22″ пн. ш. 121°41′30″ зх. д. / 47.85611° пн. ш. 121.69167° зх. д. (47.856242, -121.691805).  За даними Бюро перепису населення США в 2010 році місто мало площу 2,67 км², уся площа — суходіл.

## Демографія
Згідно з переписом 2010 року, у місті мешкало 2075 осіб у 782 домогосподарствах у складі 519 родин. Густота населення становила 778 осіб/км².  Було 837 помешкань (314/км²).
Расовий склад населення:
| - 85,1 % — білих - 1,0 % — азіатів - 0,7 % — вихідців з тихоокеанських островів - 0,7 % — корінних американців - 0,6 % — чорних або афроамериканців - 7,0 % — осіб інших рас |

До двох чи більше рас належало 4,9 %. Частка іспаномовних становила 10,1 % від усіх жителів.
За віковим діапазоном населення розподілялося таким чином: 26,4 % — особи молодші 18 років, 66,6 % — особи у віці 18—64 років, 7,0 % — особи у віці 65 років та старші. Медіана віку мешканця становила 36,6 року. На 100 осіб жіночої статі у місті припадало 111,7 чоловіків;  на 100 жінок у віці від 18 років та старших — 111,5 чоловіків також старших 18 років.
Середній дохід на одне домашнє господарство  становив 65 382 долари США (медіана — 58 516), а середній дохід на одну сім'ю — 73 514 долари (медіана — 67 679). Медіана доходів становила 52 463 долари для чоловіків та 42 051 долар для жінок. За межею бідності перебувало 13,7 % осіб, у тому числі 9,8 % дітей у віці до 18 років та 13,1 % осіб у віці 65 років та старших.
Цивільне працевлаштоване населення становило 1080 осіб. Основні галузі зайнятості: роздрібна торгівля — 17,9 %, виробництво — 15,9 %, освіта, охорона здоров'я та соціальна допомога — 13,1 %.